# No Way Out of Texas: In Your House
No Way Out of Texas: In Your House was een professioneel worstel-pay-per-viewevenement dat geproduceerd werd door World Wrestling Federation (WWF). Dit evenement was de eerste editie van No Way Out en vond plaats in het Compaq Center in Houston (Texas) op 15 februari 1998.
De hoofd wedstrijd was een No Disqualification Match tussen het team Stone Cold Steve Austin, Owen Hart, Cactus Jack & Chainsaw Charlie en het team Triple H, Savio Vega & New Age Outlaws.

## Matchen
| Nr.                                                                          | Match | Winnaar(s)                                                         |
| ---------------------------------------------------------------------------- | --- | ------------------------------------------------------------------ |
| 1                                                                            | Goldust & Marc Mero vs. The Headbangers in een tag team match                                                                                  | The Headbangers                                                    |
| 2                                                                            | Taka Michinoku (c) vs. Pantera in een één-op-één match voor het WWF Light Heavyweight Championship                                             | Taka Michinoku (c)                                                 |
| 3                                                                            | The Quebecers vs. The Godwinns in een tag team match                                                                                           | The Godwinns                                                       |
| 4                                                                            | Jeff Jarrett (c) (met Jim Cornette) vs. Justin Bradshaw in een één-op-één match voor het NWA North American Heavyweight Championship           | Justin Bradshaw, diskwalificatie Jeff Jarrett (c)                  |
| 5                                                                            | Nation of Domination vs. Ken Shamrock, Ahmed Johnson & Disciples of Apocalypse in een 10-man tag team 'War of Attrition' match                 | Ken Shamrock, Ahmed Johnson & Disciples of Apocalypse              |
| 6                                                                            | Kane vs. Vader in een één-op-één match | Kane                                                               |
| 7                                                                            | Stone Cold Steve Austin, Owen Hart, Cactus Jack & Chainsaw Charlie vs. Triple H, Savio Vega & New Age Outlaws in een No Disqualification match | Stone Cold Steve Austin, Owen Hart, Cactus Jack & Chainsaw Charlie |
| (c) huidige kampioen voor en na de match \| (nc) nieuwe kampioen na de match | |                                                                    |